# Lacunza
Lacunza (oficial en euskera: Lakuntza) es una villa y municipio español de la Comunidad Foral de Navarra, situado en la Merindad de Pamplona, en la comarca de La Barranca, en el valle de Aranaz y a 36 km de la capital de la comunidad, Pamplona. Su población en 2017 fue de 1262 habitantes (INE).

## Demografía
Lacunza cuenta con una población de 1325 habitantes (INE 2024).
| Gráfica de evolución demográfica de Lacunza entre 1842 y 2021 |
| |
| Población de derecho según los censos de población del INE Población de hecho según los censos de población del INEEn estos censos se denominaba Lacunza: 1842, 1857, 1860, 1877, 1887, 1897, 1900, 1910, 1920, 1930, 1940, 1950, 1960, 1970 y 1981 |